# Matthias Nobis

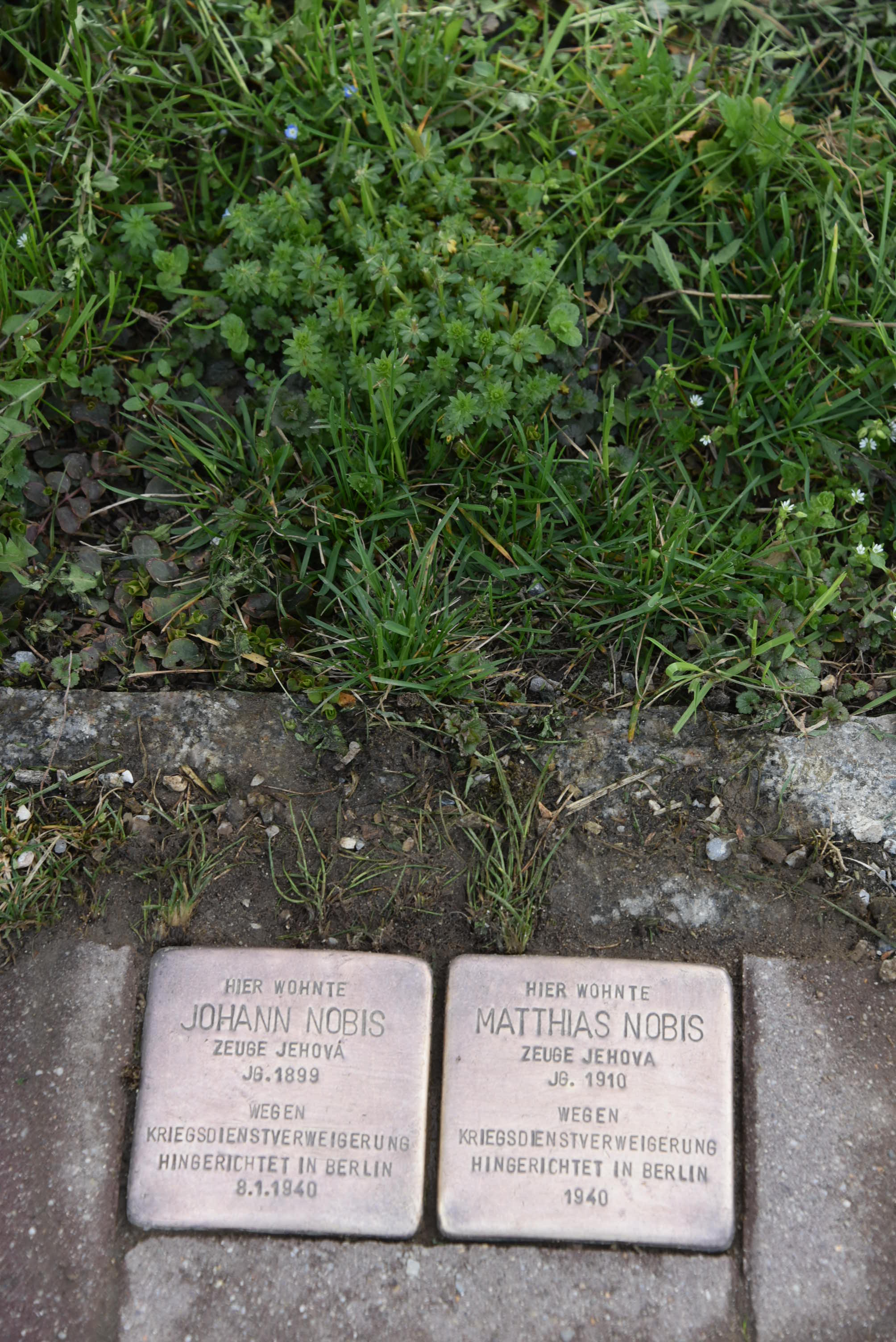
Stolpersteine für die Brüder Johann und Matthias Nobis

Matthias Nobis (* 15. Jänner 1910 in St. Georgen bei Salzburg; † 26. Jänner 1940 in Berlin-Plötzensee) war ein österreichischer Kriegsdienstverweigerer.

## Leben
Nobis war der Sohn eines Bauern auf dem sogenannten Schmiedbauernhof in Holzhausen, Gemeinde St. Georgen bei Salzburg. Wie sein älterer Bruder Johann war er Zeuge Jehovas und verweigerte daher aus Gewissensgründen den Kriegsdienst. Am 20. Dezember 1939 wurde er wegen Wehrkraftzersetzung vom Reichskriegsgericht zum Tode verurteilt. „Wie 260 andere Zeugen Jehovas im Zweiten Weltkrieg wurden die Gebrüder Nobis im Jahr 1940 in Berlin hingerichtet.“ Sein Bruder Johann wurde am 6. Jänner 1940 gemeinsam mit vier weiteren Zeugen Jehovas aus dem Bundesland Salzburg in Berlin geköpft – mit Johann Ellmauer, Gottfried Herzog, Franz Mittendorfer und Franz Reiter. Zwei weitere Kriegsdienstverweigerer aus Salzburg, Johann Pichler und Josef Wegscheider, wurden in Glanegg von NS-Kräften erschossen.
Matthias Nobis wurde am 26. Januar 1940 in Berlin-Plötzensee mit dem Fallbeil hingerichtet.
Der von Matthias Nobis aus der Haft in Berlin an seine Eltern geschriebene Abschiedsbrief vom 2. Januar 1940, der sich im Familienbesitz befand, wurde später von der Familienangehörigen Gertraud (Feichtinger-)Nobis an das Dokumentationsarchiv des österreichischen Widerstandes (DÖW) in Wien übergeben.

## Gedenken

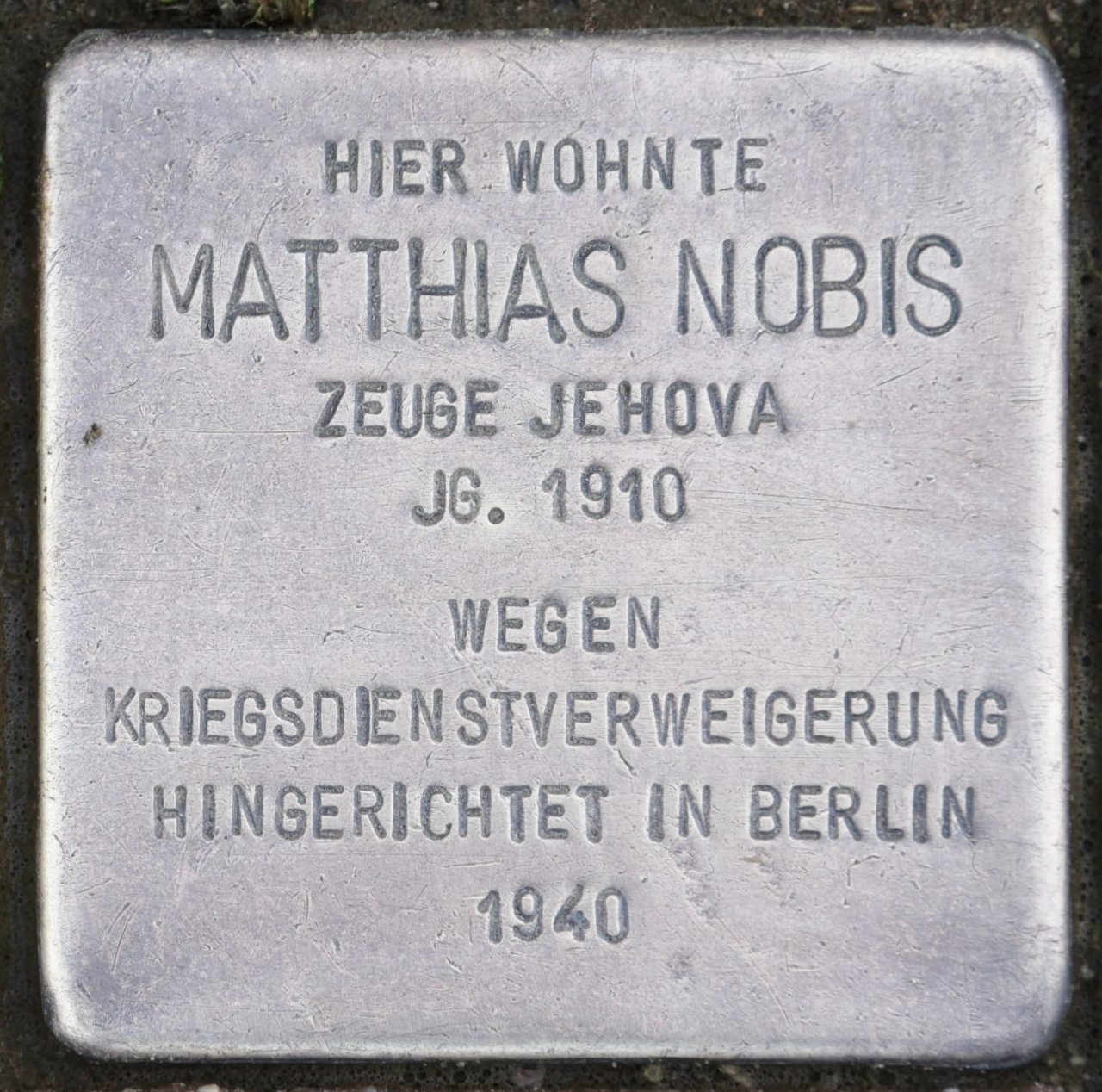
Stolperstein für Matthias Nobis

Am 19. Juli 1997 verlegte der deutsche Künstler Gunter Demnig zum Gedenken an die Brüder Nobis vor deren Geburtshaus in St. Georgen zwei Stolpersteine. Es handelte sich dabei um die ersten zwei behördlich genehmigten Stolpersteine, nachdem Demnig sein Langzeit-Gedenkprojekt bereits 1995 begonnen und seitdem mehrere „ungenehmigte Verlegungen“ von Stolpersteinen vorgenommen hatte. Die Verlegung in St. Georgen ging auf eine Initiative des aus dem Ort stammenden Gründers des Vereins Gedenkdienst, Andreas Maislinger, zurück und erfolgte mit Zustimmung und offizieller Genehmigung des damaligen Bürgermeisters von St. Georgen bei Salzburg, Friedrich Amerhauser. Der Stolperstein trägt folgende Inschrift:
| HIER WOHNTE MATTHIAS NOBIS ZEUGE JEHOVA JG. 1910 WEGEN WEHRDIENSTVERWEIGERUNG HINGERICHTET IN BERLIN 1940 |